# Eine kurze Geschichte der Zeit (Film)
Eine kurze Geschichte der Zeit (Originaltitel: A Brief History of Time) ist ein biografischer Dokumentarfilm aus dem Jahr 1991. Regie führte Errol Morris, der auch das Drehbuch nach dem gleichnamigen Buch von Stephen Hawking schrieb.

## Handlung
Der Film ist eine biografische Dokumentation über den theoretischen Physiker und Astrophysiker Stephen Hawking. Zu Wort kommen unter anderem seine Mutter, seine Schwester und einige seiner damaligen Freunde und Kollegen. Ferner spricht Hawking mit Hilfe eines Sprachcomputers über die Zeit, Schwarze Löcher, den Beginn und dem Ende des Universums.

## Veröffentlichung
Der Film erschien am 21. August 1992 in den USA und am 25. Februar 1993 in Deutschland.

## Rezeption
Bei Rotten Tomatoes bekam der Film eine Zustimmungsrate von 95 Prozent, basierend auf 19 Kritiken. Bei Metacritic erreichte der Film eine Punktzahl von 78/100, basierend auf 12 Kritiken.

## Auszeichnungen
Der Film gewann Preise beim Sundance Film Festival 1992, beim Seattle International Film Festival sowie von der International Documentary Association.